# Giải vô địch bóng đá châu Âu 2008
Giải vô địch bóng đá châu Âu 2008, thường được biết đến với tên gọi là UEFA Euro 2008 là giải vô địch bóng đá châu Âu lần thứ 13 do Liên đoàn bóng đá châu Âu (UEFA) tổ chức. Giải đấu này được diễn ra trên các sân vận động của Áo và Thụy Sĩ từ ngày 7 tháng 6 và kết thúc với trận chung kết trên Sân vận động Ernst Happel tại Viên vào ngày 29 tháng 6 năm 2008. Đây là kỳ Euro lần thứ 2 có hai quốc gia đồng tổ chức giải vô địch bóng đá châu Âu. Lần trước vào kỳ Euro 2000 do Bỉ và Hà Lan cùng đăng cai.
Giải có 50 đội tham gia vòng loại, trong đó 16 đội giành quyền tham dự vòng chung kết. Đội tuyển Tây Ban Nha đã giành chức vô địch Euro lần thứ hai trong lịch sử sau khi đánh bại đội tuyển Đức với tỉ số 1–0 bằng bàn thắng duy nhất của Fernando Torres ở phút thứ 33 của hiệp 1 và trở thành đội thứ ba có hai lần đăng quang, còn Hy Lạp trở thành đội đương kim vô địch thứ 4 bị loại ngay từ vòng bảng (sau Đức 1984, 2000 và Đan Mạch 1996).

## Cuộc đua giành quyền đăng cai
UEFA nhận được tổng cộng 7 hồ sơ xin đăng cai Euro 2008: Áo/Thụy Sĩ, Hy Lạp/Thổ Nhĩ Kỳ, Scotland/Ireland, Nga, Hungary, Croatia/Bosna và Hercegovina và đơn xin đăng cai chung của 4 nước Bắc Âu: Na Uy/Thụy Điển/Đan Mạch/Phần Lan. Đây là lần thứ hai liên tiếp Áo xin đăng cai chung một kỳ Euro. Năm 2004, họ cùng Hungary đã bị Bồ Đào Nha đánh bại. Ở vòng bỏ phiếu cuối cùng, chỉ còn hồ sơ của Áo/Thụy Sĩ cùng với hồ sơ Hy Lạp/Thổ Nhĩ Kỳ và Hungary được giữ lại. Sau hai vòng bỏ phiếu, lần lượt Hy Lạp/Thổ Nhĩ Kỳ và Hungary bị loại, nhường quyền đăng cai Euro 2008 cho hai quốc gia nhỏ vùng Tây-Trung Âu.

## Các sân vận động
| Áo                              | Áo                              | Thụy Sĩ               | Thụy Sĩ               |
| Viên                            | Klagenfurt                      | Basel                 | Bern                  |
| ------------------------------- | ------------------------------- | --------------------- | --------------------- |
| Sân vận động Ernst Happel       | Sân vận động Wörthersee         | St. Jakob-Park        | Stade de Suisse       |
| Sức chứa: 53.295                | Sức chứa: 31.957                | Sức chứa: 42.000      | Sức chứa: 31.907      |
|                                 |                                 |                       |                       |
| ViênKlagenfurtInnsbruckSalzburg | ViênKlagenfurtInnsbruckSalzburg | BaselBernGenèveZürich | BaselBernGenèveZürich |
| Innsbruck                       | Salzburg                        | Genève                | Zürich                |
| Tivoli-Neu                      | Sân vận động Wals-Siezenheim    | Sân vận động Genève   | Letzigrund            |
| Sức chứa: 31.600                | Sức chứa: 31.020                | Sức chứa: 31.228      | Sức chứa: 30.000      |
|                                 |                                 |                       |                       |

## Linh vật giải đấu

Trix và Flix, linh vật chính thức của Euro 2008

Hai linh vật chính thức của Euro 2008, có tên sau cuộc bầu chọn của công chúng hai nước chủ nhà. Tên đưa ra lựa chọn gồm:
- Zagi và Zigi
- Flitz và Bitz
- Trix và Flix

Với 36,3% số phiếu, Trix và Flix được chọn.

## Vòng loại
50 đội tuyển bóng đá quốc gia châu Âu được xếp vào 7 bảng để chọn ra hai đội đứng đầu mỗi bảng cùng với hai đội bóng của hai nước chủ nhà Áo và Thụy Sĩ.
Dưới đây là danh sách 16 đội bóng tham dự vòng chung kết tại giải lần này:
| Đội tuyển    | Tư cách lọt vào | Các lần tham dự trước                                         |
| ------------ | --------------- | ------------------------------------------------------------- |
| Áo           | Chủ nhà         | 0 (Lần đầu)                                                   |
| Thụy Sĩ      | Chủ nhà         | 2 (1996, 2004)                                                |
| Ba Lan       | Nhất bảng A     | 0 (Lần đầu)                                                   |
| Bồ Đào Nha   | Nhì bảng A      | 4 (1984, 1996, 2000, 2004)                                    |
| Ý            | Nhất bảng B     | 6 (1968, 1980, 1988, 1996, 2000, 2004)                        |
| Pháp         | Nhì bảng B      | 6 (1960,1984, 1992, 1996, 2000, 2004)                         |
| Hy Lạp       | Nhất bảng C     | 2 (1980, 2004)                                                |
| Thổ Nhĩ Kỳ   | Nhì bảng C      | 2 (1996, 2000)                                                |
| Đức          | Nhất bảng D     | 9 (19721, 19761, 19801, 19841, 19881, 1992, 1996, 2000, 2004) |
| Cộng hòa Séc | Nhì bảng D      | 6 (19602, 19762, 19802, 1996, 2000, 2004)                     |
| Croatia      | Nhất bảng E     | 2 (1996, 2004)                                                |
| Nga          | Nhì bảng E      | 8 (19603, 19643, 19683, 19723, 19883, 19924, 1996, 2004)      |
| Tây Ban Nha  | Nhất bảng F     | 7 (1964, 1980, 1984, 1988, 1996, 2000, 2004)                  |
| Thụy Điển    | Nhì bảng F      | 3 (1992, 2000, 2004)                                          |
| România      | Nhất bảng G     | 3 (1984, 1996, 2000)                                          |
| Hà Lan       | Nhì bảng G      | 7 (1976, 1980, 1988, 1992, 1996, 2000, 2004)                  |

1 Với tư cách là đội  Tây Đức
2 Với tư cách là đội  Tiệp Khắc
3 Với tư cách là đội  Liên Xô
4 Với tư cách là đội  SNG

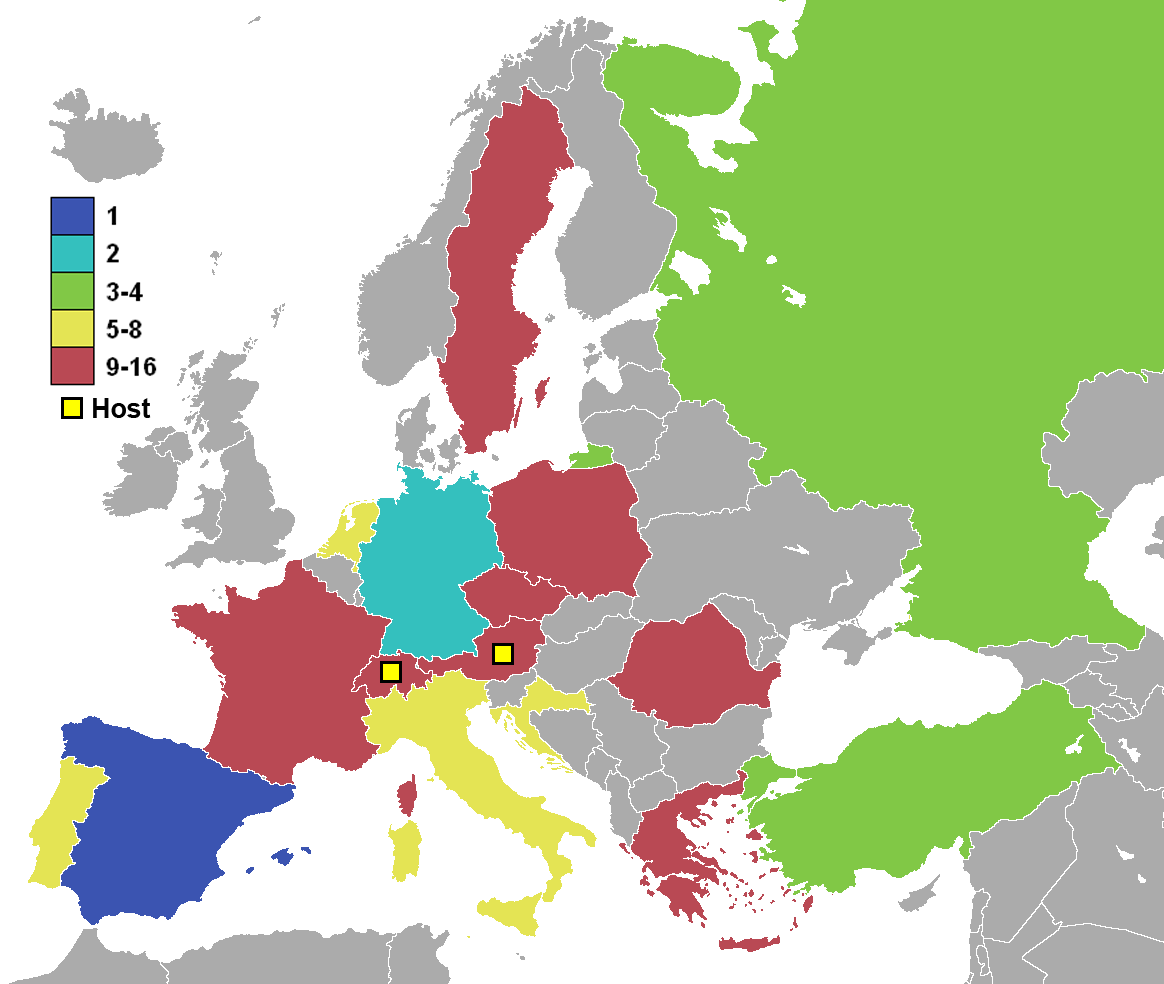
Bản đồ các quốc gia tham dự Euro 2008

- Năm in đậm là năm mà đội giành chức vô địch.

Có hai đội lần đầu tham dự vòng chung kết một kỳ Euro là Áo và Ba Lan. Đây cũng là lần đầu tiên kể từ năm 1984, bốn đội bóng thuộc Liên hiệp Anh và Bắc Ireland đều không vượt qua vòng loại. Các đội bóng đáng chú ý vắng mặt tại vòng chung kết lần này gồm: Anh, Scotland, Đan Mạch, Bulgaria, Serbia, Ukraina và Cộng hòa Ireland.

## Trọng tài
Dưới đây là danh sách 12 trọng tài cùng 24 trợ lý được lựa chọn cho giải đấu:
| Quốc gia    | Trọng tài              | Trợ lý                    | Trợ lý                |
| ----------- | ---------------------- | ------------------------- | --------------------- |
| Áo          | Konrad Plautz          | Egon Bereuter             | Markus Mayr           |
| Bỉ          | Frank de Bleeckere     | Peter Hermans             | Alex Verstraeten      |
| Anh         | Howard Webb            | Darren Cann               | Mike Mullarkey        |
| Đức         | Herbert Fandel         | Carsten Kadach            | Volker Wezel          |
| Hy Lạp      | Kyros Vassaras         | Dimitiris Bozartzidis     | Dimitiris Saraidaris  |
| Ý           | Roberto Rosetti        | Alessandro Griselli       | Paolo Calcagno        |
| Hà Lan      | Pieter Vink            | Adriaan Inia              | Hans ten Hoove        |
| Na Uy       | Tom Henning Øvrebø     | Geir Åge Holen            | Jan Petter Randen     |
| Slovakia    | Ľuboš Micheľ           | Roman Slysko              | Martin Balko          |
| Tây Ban Nha | Manuel Mejuto González | Juan Carlos Yuste Jiménez | Jesús Calvo Guadamuro |
| Thụy Điển   | Peter Fröjdfeldt       | Stefan Wittberg           | Henrik Andren         |
| Thụy Sĩ     | Massimo Busacca        | Matthias Arnet            | Stephane Cuhat        |

Ngoài ra, còn có 8 trọng tài khác được lựa chọn vào vị trí trọng tài bàn ở giải
| Quốc gia   | Trọng tài bàn        |
| ---------- | -------------------- |
| Croatia    | Ivan Bebek           |
| Pháp       | Stephane Lannoy      |
| Hungary    | Viktor Kassai        |
| Iceland    | Kristinn Jakobsson   |
| Ba Lan     | Grzegorz Gilewski    |
| Bồ Đào Nha | Olegario Benquerenca |
| Scotland   | Craig Thomson        |
| Slovenia   | Damir Skomina        |

## Phân nhóm và bốc thăm chia bảng

### Phân nhóm
Lễ bốc thăm được tiến hành vào ngày 2 tháng 12 năm 2007. Theo thể thức từ các giải Euro 1992 và Euro 1996, các trận đấu của mỗi bảng được tổ chức trên hai sân vận động, với đội hạt giống được đá trên một sân trong cả ba trận. Cũng như vòng chung kết năm 2000 và 2004, các đội tham dự được chia vào 4 nhóm bốc thăm, dựa trên điểm trung bình trên mỗi trận đấu ở vòng loại World Cup 2006 và Euro 2008, 4 đội trong mỗi bảng từ 4 nhóm khác nhau. Thụy Sĩ và Áo, hai nước đồng chủ nhà, cùng Hy Lạp - đương kim vô địch, mặc nhiên được xếp vào nhóm 1 (nhóm hạt giống). Hà Lan là hạt giống thứ tư dựa trên điểm hệ số UEFA.
| Nhóm 1                                                                 | Nhóm 2                                   | Nhóm 3                                     | Nhóm 4                             |
| ---------------------------------------------------------------------- | ---------------------------------------- | ------------------------------------------ | ---------------------------------- |
| - Thụy Sĩ (hạt giống bảng A) - Áo (hạt giống bảng B) - Hy Lạp - Hà Lan | - Croatia - Ý - Cộng hòa Séc - Thụy Điển | - România - Đức - Bồ Đào Nha - Tây Ban Nha | - Ba Lan - Pháp - Thổ Nhĩ Kỳ - Nga |

Pháp với nhiều trận hòa tại vòng loại World Cup 2006, cùng với hai trận thua Scotland tại vòng loại Euro 2008 nên bị xếp vào nhóm 4 (chú ý rằng không tính thành tích tại vòng chung kết World Cup). Điều đó có thể tạo ra bảng tử thần gồm Hà Lan, Ý, Pháp và một trong 3 đội Đức, Tây Ban Nha hoặc Bồ Đào Nha.

### Bốc thăm chia bảng
Lễ bốc thăm diễn ra tại Trung tâm Văn hoá và Hội nghị ở Lucerne, với sự điều khiển chính của Gianni Infantino, giám đốc điều hành UEFA và 8 đội trưởng vô địch các kỳ Euro từ năm 1968 cho đến năm 2004 (Riêng Michel Platini, đội trưởng đội tuyển Pháp vô địch Euro 1984 không điều hành lễ bốc thăm do đang nắm giữ chức chủ tịch UEFA).
- Gianni Infantino, điều khiển chính
- Vô địch Euro 1992,  Peter Schmeichel, phụ trách bốc thăm Nhóm 1.
- Vô địch Euro 1996,  Jürgen Klinsmann, phụ trách bốc thăm Nhóm 2.
- Vô địch Euro 2000,  Didier Deschamps, phụ trách bốc thăm Nhóm 3.
- Vô địch Euro 2004,  Theodoros Zagorakis, phụ trách bốc thăm Nhóm 4.
- Vô địch Euro 1980,  Bernard Dietz, phụ trách bốc thăm Bảng A.
- Vô địch Euro 1976,  Anton Ondrus, phụ trách bốc thăm Bảng B.
- Vô địch Euro 1972,  Franz Beckenbauer, phụ trách bốc thăm Bảng C.
- Vô địch Euro 1968,  Dino Zoff, phụ trách bốc thăm Bảng D.

Kết quả bốc thăm như sau
| Bảng A                                             | Bảng B                        | Bảng C                        | Bảng D                                   |
| -------------------------------------------------- | ----------------------------- | ----------------------------- | ---------------------------------------- |
| - Thụy Sĩ - Cộng hòa Séc - Bồ Đào Nha - Thổ Nhĩ Kỳ | - Áo - Croatia - Đức - Ba Lan | - Hà Lan - Ý - România - Pháp | - Hy Lạp - Thụy Điển - Tây Ban Nha - Nga |

## Vòng chung kết

### Vòng bảng
Giờ thi đấu tính theo giờ địa phương (GMT +2)
| Màu sắc được sử dụng trong bảng          |
| ---------------------------------------- |
| Đội đứng đầu bảng giành quyền vào tứ kết |

#### Bảng A
| Đội          | ST | T | H | B | BT | BB | HS | Đ | Giành quyền tham dự |
| ------------ | -- | - | - | - | -- | -- | -- | - | ------------------- |
| Bồ Đào Nha   | 3  | 2 | 0 | 1 | 5  | 3  | +2 | 6 | Tứ kết              |
| Thổ Nhĩ Kỳ   | 3  | 2 | 0 | 1 | 5  | 5  | 0  | 6 | Tứ kết              |
| Cộng hòa Séc | 3  | 1 | 0 | 2 | 4  | 6  | −2 | 3 |                     |
| Thụy Sĩ (H)  | 3  | 1 | 0 | 2 | 3  | 3  | 0  | 3 |                     |

1. 1 2  Kết quả đối đầu: Bồ Đào Nha 2–0 Thổ Nhĩ Kỳ.
2. 1 2  Kết quả đối đầu: Thụy Sĩ 0–1 Cộng hòa Séc.

| 7 tháng 6 năm 2008  |     |              |                             |
| Thụy Sĩ             | 0–1 | Cộng hòa Séc | St. Jakob-Park, Basel       |
| Bồ Đào Nha          | 2–0 | Thổ Nhĩ Kỳ   | Sân vận động Genève, Geneva |
| 11 tháng 6 năm 2008 |     |              |                             |
| Cộng hòa Séc        | 1–3 | Bồ Đào Nha   | Sân vận động Genève, Geneva |
| Thụy Sĩ             | 1–2 | Thổ Nhĩ Kỳ   | St. Jakob-Park, Basel       |
| 15 tháng 6 năm 2008 |     |              |                             |
| Thụy Sĩ             | 2–0 | Bồ Đào Nha   | St. Jakob-Park, Basel       |
| Thổ Nhĩ Kỳ          | 3–2 | Cộng hòa Séc | Sân vận động Genève, Geneva |

#### Bảng B
| Đội     | ST | T | H | B | BT | BB | HS | Đ | Giành quyền tham dự |
| ------- | -- | - | - | - | -- | -- | -- | - | ------------------- |
| Croatia | 3  | 3 | 0 | 0 | 4  | 1  | +3 | 9 | Tứ kết              |
| Đức     | 3  | 2 | 0 | 1 | 4  | 2  | +2 | 6 | Tứ kết              |
| Áo (H)  | 3  | 0 | 1 | 2 | 1  | 3  | −2 | 1 |                     |
| Ba Lan  | 3  | 0 | 1 | 2 | 1  | 4  | −3 | 1 |                     |

| 8 tháng 6 năm 2008  |     |         |                                 |
| Áo                  | 0–1 | Croatia | Sân vận động Ernst Happel, Viên |
| Đức                 | 2–0 | Ba Lan  | Hypo-Arena, Klagenfurt          |
| 12 tháng 6 năm 2008 |     |         |                                 |
| Croatia             | 2–1 | Đức     | Hypo-Arena, Klagenfurt          |
| Áo                  | 1–1 | Ba Lan  | Sân vận động Ernst Happel, Viên |
| 16 tháng 6 năm 2008 |     |         |                                 |
| Ba Lan              | 0–1 | Croatia | Hypo-Arena, Klagenfurt          |
| Áo                  | 0–1 | Đức     | Sân vận động Ernst Happel, Viên |

#### Bảng C
| Đội     | ST | T | H | B | BT | BB | HS | Đ | Giành quyền tham dự |
| ------- | -- | - | - | - | -- | -- | -- | - | ------------------- |
| Hà Lan  | 3  | 3 | 0 | 0 | 9  | 1  | +8 | 9 | Tứ kết              |
| Ý       | 3  | 1 | 1 | 1 | 3  | 4  | −1 | 4 | Tứ kết              |
| România | 3  | 0 | 2 | 1 | 1  | 3  | −2 | 2 |                     |
| Pháp    | 3  | 0 | 1 | 2 | 1  | 6  | −5 | 1 |                     |

| 9 tháng 6 năm 2008  |     |         |                       |
| România             | 0–0 | Pháp    | Letzigrund, Zürich    |
| Hà Lan              | 3–0 | Ý       | Stade de Suisse, Bern |
| 13 tháng 6 năm 2008 |     |         |                       |
| Ý                   | 1–1 | România | Letzigrund, Zürich    |
| Hà Lan              | 4–1 | Pháp    | Stade de Suisse, Bern |
| 17 tháng 6 năm 2008 |     |         |                       |
| Hà Lan              | 2–0 | România | Stade de Suisse, Bern |
| Pháp                | 0–2 | Ý       | Letzigrund, Zürich    |

#### Bảng D
| Đội         | ST | T | H | B | BT | BB | HS | Đ | Giành quyền tham dự |
| ----------- | -- | - | - | - | -- | -- | -- | - | ------------------- |
| Tây Ban Nha | 3  | 3 | 0 | 0 | 8  | 3  | +5 | 9 | Tứ kết              |
| Nga         | 3  | 2 | 0 | 1 | 4  | 4  | 0  | 6 | Tứ kết              |
| Thụy Điển   | 3  | 1 | 0 | 2 | 3  | 4  | −1 | 3 |                     |
| Hy Lạp      | 3  | 0 | 0 | 3 | 1  | 5  | −4 | 0 |                     |

| 10 tháng 6 năm 2008 |     |             |                                        |
| Tây Ban Nha         | 4–1 | Nga         | Tivoli-Neu, Innsbruck                  |
| Hy Lạp              | 0–2 | Thụy Điển   | Sân vận động Wals-Siezenheim, Salzburg |
| 14 tháng 6 năm 2008 |     |             |                                        |
| Thụy Điển           | 1–2 | Tây Ban Nha | Tivoli-Neu, Innsbruck                  |
| Hy Lạp              | 0–1 | Nga         | Sân vận động Wals-Siezenheim, Salzburg |
| 18 tháng 6 năm 2008 |     |             |                                        |
| Hy Lạp              | 1–2 | Tây Ban Nha | Sân vận động Wals-Siezenheim, Salzburg |
| Nga                 | 2–0 | Thụy Điển   | Tivoli-Neu, Innsbruck                  |

### Vòng đấu loại trực tiếp
Vòng đấu loại trực tiếp Euro 2008 có thể thức hơi khác so với các vòng chung kết trước đó. Các đội của bảng A và B sẽ không gặp các đội của bảng C và D cho đến tận trận chung kết.

#### Sơ đồ tóm tắt
|  | Tứ kết             | Tứ kết            |                    |   | Bán kết | Bán kết |  |  | Chung kết | Chung kết |
|  |                    |                   |                    |   |         |         |  |  |           |           |
|  | 19 tháng 6 - Basel |                   |                    |   |         |         |  |  |           |           |
|  |                    |                   |                    |   |         |         |  |  |           |           |
|  | Bồ Đào Nha         | 2                 |                    |   |         |         |  |  |           |           |
|  | Bồ Đào Nha         | 2                 | 25 tháng 6 - Basel |   |         |         |  |  |           |           |
|  | Đức                | 3                 |                    |   |         |         |  |  |           |           |
|  | Đức                | 3                 | Đức                | 3 |         |         |  |  |           |           |
|  | 20 tháng 6 - Wien  |                   | Đức                | 3 |         |         |  |  |           |           |
|  |                    |                   | Thổ Nhĩ Kỳ         | 2 |         |         |  |  |           |           |
|  | Croatia            | 1 (1)             | Thổ Nhĩ Kỳ         | 2 |         |         |  |  |           |           |
|  | Croatia            | 1 (1)             | 29 tháng 6 - Wien  |   |         |         |  |  |           |           |
|  | Thổ Nhĩ Kỳ (pen)   | 1 (3)             |                    |   |         |         |  |  |           |           |
|  | Thổ Nhĩ Kỳ (pen)   | 1 (3)             | Đức                | 0 |         |         |  |  |           |           |
|  | 21 tháng 6 - Basel |                   | Đức                | 0 |         |         |  |  |           |           |
|  |                    | Tây Ban Nha       | 1                  |   |         |         |  |  |           |           |
|  | Hà Lan             | Tây Ban Nha       | 1                  | 1 |         |         |  |  |           |           |
|  | Hà Lan             | 26 tháng 6 - Wien |                    | 1 |         |         |  |  |           |           |
|  | Nga (h.p.)         | 3                 |                    |   |         |         |  |  |           |           |
|  | Nga (h.p.)         | 3                 | Nga                | 0 |         |         |  |  |           |           |
|  | 22 tháng 6 - Wien  |                   | Nga                | 0 |         |         |  |  |           |           |
|  |                    |                   | Tây Ban Nha        | 3 |         |         |  |  |           |           |
|  | Tây Ban Nha (pen)  | 0 (4)             | Tây Ban Nha        | 3 |         |         |  |  |           |           |
|  | Tây Ban Nha (pen)  | 0 (4)             |                    |   |         |         |  |  |           |           |
|  | Ý                  | 0 (2)             |                    |   |         |         |  |  |           |           |
|  | Ý                  | 0 (2)             |                    |   |         |         |  |  |           |           |
|  |                    |                   |                    |   |         |         |  |  |           |           |

#### Tứ kết
| Bồ Đào Nha                   | 2–3      | Đức                                          |
| ---------------------------- | -------- | -------------------------------------------- |
| Nuno Gomes 40' · Postiga 87' | Chi tiết | Schweinsteiger 22' · Klose 26' · Ballack 61' |

| Croatia                          | 1–1 (s.h.p.) | Thổ Nhĩ Kỳ                    |
| -------------------------------- | ------------ | ----------------------------- |
| Klasnić 119'                     | Chi tiết     | Semih 120+2'                  |
| Loạt sút luân lưu                |              |                               |
| Modrić · Srna · Rakitić · Petrić | 1–3          | Arda · Semih · Hamit Altıntop |

| Hà Lan             | 1–3 (s.h.p.) | Nga                                               |
| ------------------ | ------------ | ------------------------------------------------- |
| Van Nistelrooy 86' | Chi tiết     | Pavlyuchenko 56' · Torbinski 112' · Arshavin 116' |

| Tây Ban Nha                                | 0–0      | Ý                                          |
| ------------------------------------------ | -------- | ------------------------------------------ |
|                                            | Chi tiết |                                            |
| Loạt sút luân lưu                          |          |                                            |
| Villa · Cazorla · Senna · Güiza · Fàbregas | 4–2      | Grosso · De Rossi · Camoranesi · Di Natale |

#### Bán kết
| Đức                                       | 3–2      | Thổ Nhĩ Kỳ               |
| ----------------------------------------- | -------- | ------------------------ |
| Schweinsteiger 26' · Klose 79' · Lahm 90' | Chi tiết | U. Boral 22' · Semih 86' |

| Nga | 0–3      | Tây Ban Nha                      |
| --- | -------- | -------------------------------- |
|     | Chi tiết | Xavi 50' · Güiza 73' · Silva 82' |

#### Chung kết
| Đức | 0–1      | Tây Ban Nha |
| --- | -------- | ----------- |
|     | Chi tiết | Torres 33'  |

## Thống kê

### Cầu thủ ghi bàn
| 4 bàn - David Villa 3 bàn - Lukas Podolski - Roman Pavlyuchenko - Hakan Yakin - Semih Şentürk 2 bàn - Ivan Klasnić - Michael Ballack - Bastian Schweinsteiger - Miroslav Klose - Ruud van Nistelrooy - Robin van Persie - Wesley Sneijder - Andrei Arshavin - Dani Güiza - Fernando Torres - Zlatan Ibrahimović - Arda Turan - Nihat Kahveci | 1 bàn - Ivica Vastić - Luka Modrić - Ivica Olić - Darijo Srna - Jan Koller - Jaroslav Plašil - Libor Sionko - Václav Svěrkoš - Thierry Henry - Philipp Lahm - Angelos Charisteas - Daniele De Rossi - Christian Panucci - Andrea Pirlo - Giovanni van Bronckhorst - Klaas-Jan Huntelaar - Dirk Kuyt - Arjen Robben | 1 bàn (tiếp) - Roger Guerreiro - Deco - Raul Meireles - Nuno Gomes - Pepe - Hélder Postiga - Ricardo Quaresma - Cristiano Ronaldo - Adrian Mutu - Dmitri Torbinski - Konstantin Zyrianov - Rubén de la Red - Cesc Fàbregas - Xavi - David Silva - Petter Hansson - Uğur Boral |

### Giải thưởng

#### Đội hình tiêu biểu của UEFA
Nhóm kỹ thuật của UEFA được giao nhiệm vụ đặt tên cho một đội bao gồm 23 cầu thủ xuất sắc nhất trong suốt giải đấu. Nhóm chín nhà phân tích đã theo dõi mọi trận đấu tại giải đấu trước khi đưa ra quyết định sau trận chung kết. Chín cầu thủ của đội Tây Ban Nha chiến thắng được điền tên vào đội của giải đấu, trong khi không có cầu thủ nào bị loại ở vòng bảng. Bốn cầu thủ từ Nga lọt vào bán kết cũng được đưa vào, lần đầu tiên có cầu thủ Nga trong Đội hình tiêu biểu của giải đấu sau sự sụp đổ của Liên Xô.
| Thủ môn                                                | Hậu vệ                                                                                | Tiền vệ | Tiền đạo                                                               |
| ------------------------------------------------------ | ------------------------------------------------------------------------------------- | --- | ---------------------------------------------------------------------- |
| - Gianluigi Buffon - Iker Casillas - Edwin van der Sar | - José Bosingwa - Philipp Lahm - Carlos Marchena - Pepe - Carles Puyol - Yuri Zhirkov | - Hamit Altıntop - Michael Ballack - Cesc Fàbregas - Andrés Iniesta - Luka Modrić - Lukas Podolski - Marcos Senna - Wesley Sneijder - Xavi - Konstantin Zyryanov | - Andrei Arshavin - Roman Pavlyuchenko - Fernando Torres - David Villa |

#### Cầu thủ xuất sắc nhất giải
Nhóm kỹ thuật của UEFA cũng phải chọn Cầu thủ xuất sắc nhất giải đấu, có tính đến phiếu bầu của người hâm mộ. Cầu thủ được chọn là tiền vệ người Tây Ban Nha Xavi.
- Xavi

#### Chiếc giày vàng
Chiếc giày vàng đã được trao cho một cầu thủ người Tây Ban Nha khác, David Villa, người đã ghi bốn bàn, ba trong số đó đến trong chiến thắng 4–1 của đội anh trước Nga (cú hat-trick duy nhất của giải đấu).
- David Villa (4 bàn)

## Bảng xếp hạng giải đấu
| R                   | Đội          | G | Pld | W | D | L | GF | GA | GD | Pts |
| ------------------- | ------------ | - | --- | - | - | - | -- | -- | -- | --- |
| 1                   | Tây Ban Nha  | D | 6   | 5 | 1 | 0 | 12 | 3  | +9 | 16  |
| 2                   | Đức          | B | 6   | 4 | 0 | 2 | 10 | 7  | +3 | 12  |
| Bị loại ở bán kết   |              |   |     |   |   |   |    |    |    |     |
| 3                   | Nga          | D | 5   | 3 | 0 | 2 | 7  | 8  | −1 | 9   |
| 4                   | Thổ Nhĩ Kỳ   | A | 5   | 2 | 1 | 2 | 8  | 9  | −1 | 7   |
| Bị loại ở tứ kết    |              |   |     |   |   |   |    |    |    |     |
| 5                   | Croatia      | B | 4   | 3 | 1 | 0 | 5  | 2  | +3 | 10  |
| 6                   | Hà Lan       | C | 4   | 3 | 0 | 1 | 10 | 4  | +6 | 9   |
| 7                   | Bồ Đào Nha   | A | 4   | 2 | 0 | 2 | 7  | 6  | +1 | 6   |
| 8                   | Ý            | C | 4   | 1 | 2 | 1 | 3  | 4  | −1 | 5   |
| Bị loại ở vòng bảng |              |   |     |   |   |   |    |    |    |     |
| 9                   | Thụy Sĩ      | A | 3   | 1 | 0 | 2 | 3  | 3  | 0  | 3   |
| 10                  | Thụy Điển    | D | 3   | 1 | 0 | 2 | 3  | 4  | −1 | 3   |
| 11                  | Cộng hòa Séc | A | 3   | 1 | 0 | 2 | 4  | 6  | −2 | 3   |
| 12                  | România      | C | 3   | 0 | 2 | 1 | 1  | 3  | −2 | 2   |
| 13                  | Áo           | B | 3   | 0 | 1 | 2 | 1  | 3  | −2 | 1   |
| 14                  | Ba Lan       | B | 3   | 0 | 1 | 2 | 1  | 4  | −3 | 1   |
| 15                  | Pháp         | C | 3   | 0 | 1 | 2 | 1  | 6  | −5 | 1   |
| 16                  | Hy Lạp       | C | 3   | 0 | 0 | 3 | 1  | 5  | −4 | 0   |